# Kromskié Byki
Kromskié Byki (en russe : Кромские Быки) est un village du selsoviet de Vychnié Derevenki du raïon de Lgov dans l'oblast de Koursk, en Russie. Sa population s'élevait à 264 habitants au recensement de 2021.

## Géographie
Le village de Kromskié Byki se situe dans l'oblast de Koursk, un oblast de la partie européenne de la Russie. Le village fait partie du raïon de Lgov, avec Lgov comme centre administratif. Il se trouve dans le selsoviet de Vychnié Derevenki, une municipalité, avec le village de Vychnié Derevenki comme chef-lieu.
Kromskié Byki est situé sur la route d'importance régionale 38K-024 (Lgov – Soudja), sur la route d'importance intercommunale 38N-564 (38K-030 – Kaoutchouk – 38K-024) et à 25 km de la igne ferroviaire Lgov I - Podkosylev.

## Démographie
Recensements (*) et estimations de la population :
| 2002 * | 2010* | 2021* | - |
| ------ | ----- | ----- | - |
| 351    | 307   | 264   | - |